# Katsina Ala (Fluss)
Der Katsina Ala ist ein Fluss im zentralen Afrika und ein Nebenfluss des Benue.

## Verlauf
Der Ursprung des Katsina Ala wird unterschiedlich angegeben. In manchen Quellen entsteht er aus dem Zusammenfluss des Kimbi mit dem Donga, in anderen wird der Kimbi noch als Alternativname des Katsina Ala bezeichnet. Entsprechend sind auch die Längenangaben unterschiedlich. Laut dem nigerianischen Statistikamt ist die Länge auf nigerianischem Gebiet 345,7 km. Laut der Encyclopædia Britannica ist die Gesamtlänge allerdings nur 320 km. Zumindest umfasst sein oberes Einzugsgebiet einen großen Teil der Provinz Nord-Ouest. Er fließt zunächst in westliche Richtung über die Grenze nach Nigeria. Von dort hat er einen nordwestlichen Verlauf, an der Stadt Katsina Ala vorbei, bis er gegenüber von Bajimba, etwa 40 km oberhalb von Makurdi, in den Benue mündet.

## Nyos-See
Der Nyos-See liegt in seinem oberen Einzugsgebiet. Es wird befürchtet, dass der natürliche Damm des Sees brechen könnte. Daher wurde, um die tiefer siedelnden Menschen im Katsina Ala-Einzugsgebiet zu schützen, der Kashimbila-Damm 2015 in Betrieb genommen.

## Wasserkraftnutzung
Abgesehen von dem Kashimbila-Damm, der bereits eine Leistung von 40 MW liefert, wurde März 2012 bekanntgegeben, dass auf kamerunischer Seite für 1 Milliarde $ ein Kraftwerk mit einer Leistung von 450 MW verwirklicht werden soll.

## Hydrometrie
Die Durchflussmenge des Flusses wurde am Pegel Katsina Ala, bei etwa der Hälfte des Einzugsgebietes in m³/s gemessen.